# The Runaway Jury
The Runaway Jury (em português O Júri) é um livro de romance escrito por John Grisham. A primeira edição em capa dura foi publicada pela Doubleday em 1996 (ISBN 0-385-47294-3). Pearson Longman lançou a edição classificada em 2001 (ISBN 0-582-43405-X). O romance foi publicado novamente em 2003 para coincidir com o lançamento de Runaway Jury, uma adaptação do romance para o filme. A terceira edição (ISBN 0-440-22147-1) mostra uma capa do tema do filme, no lugar das capas usadas na primeira e segunda impressões. Em 2003, foi feito dentro do filme estrelando John Cusack, Rachel Weisz, Dustin Hoffman e Gene Hackman.